# Eckhard Eggers
Eckhard Eggers (* 25. Mai 1957 in Bremerhaven) ist ein deutscher Slawist.
Eckhard Eggers ist apl. Professor am Sprachwissenschaftlichen Seminar der Georg-August-Universität Göttingen. Er war bis 2011 Herausgeber der Fachzeitschrift Indogermanische Forschungen.